# Maria Maddalena Morelli
Maria Maddalena Morelli (Pistoia, 17 marzo 1727 – Firenze, 8 novembre 1800) è stata una poetessa italiana.

## Biografia
Nacque a Pistoia dal violinista Jacopo Morelli e da Caterina Buonamici. Fin da bambina dette chiari segni di grande intelligenza e a 17 anni poteva vantare conoscenze non comuni in filosofia naturale e morale. A 20 cominciò a mostrare un'abilità innata per la poesia improvvisata o estemporanea che poi la renderanno famosa.
Il 1º aprile 1761 istituì, a Siena, una sua Accademia detta Ordine dei Cavalieri Olimpici. In quell'anno il celebre incisore fiorentino Francesco Bartolozzi realizzò un suo ritratto a stampa da un dipinto di Anna Piattoli Bacherini.
Nel 1764 pubblicò a Bologna, tramite Lelio Dalla Volpe, il Canto In Lode di Maria Antonietta. Nel 1766 Lord Tylney dette un sontuoso pranzo nel suo palazzo in piazza del Comune a Firenze, invitando Maddalena Morelli a esibirsi con le sue rime improvvisate.
L'imperatore Francesco I, nel 1765, le offrì un posto di poetessa laureata presso la corte austriaca che lei accettò, trasferendosi a Vienna. Alla corte viennese scrisse un poema epico e alcuni volumi di poesie liriche che dedicò all'imperatrice Maria Teresa d'Austria e che destarono l'ammirazione del Metastasio.

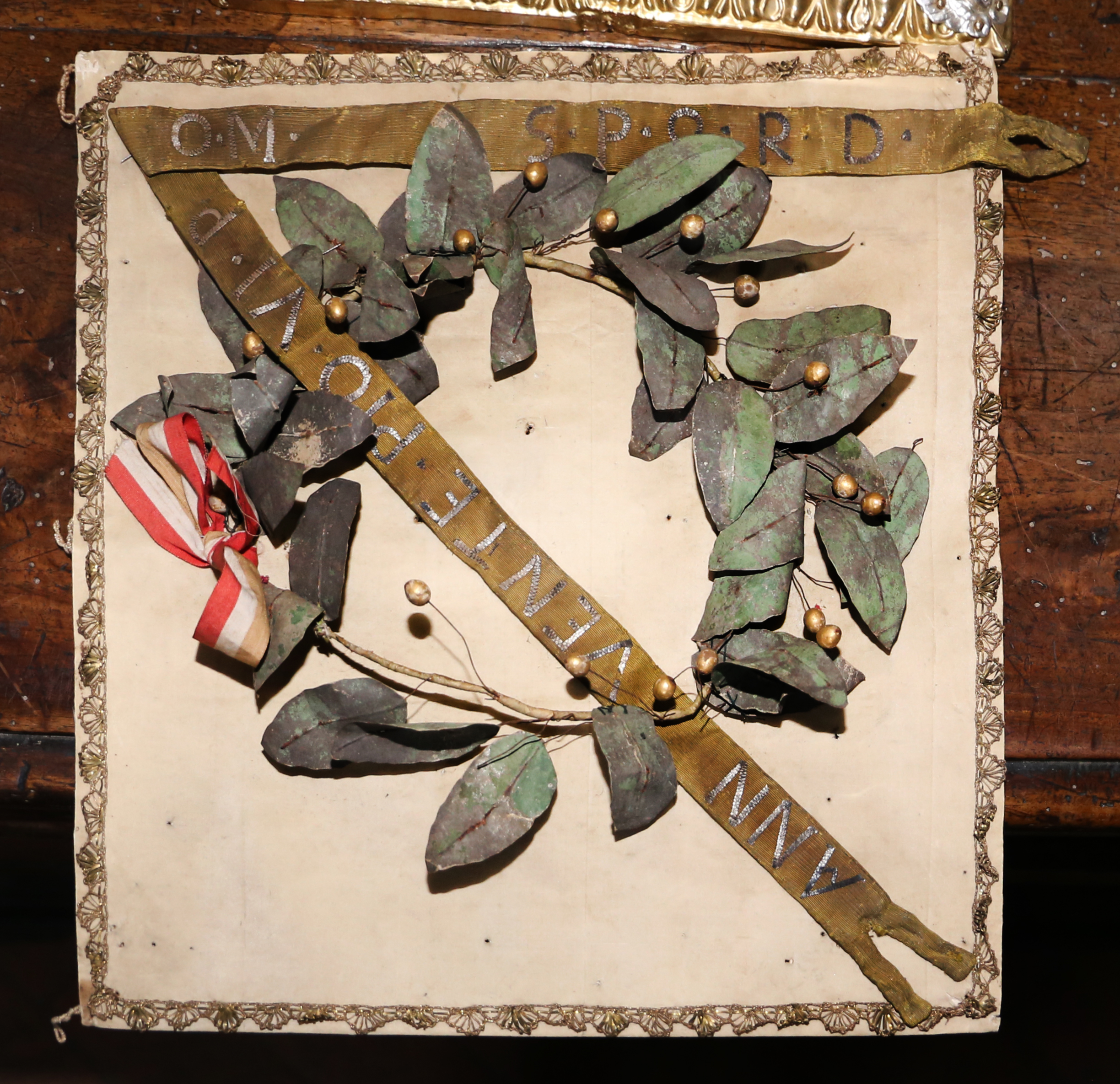
La corona della Morelli, conservata a Pistoia

Il 14 aprile 1766 venne nominata membro dell'Accademia Clementina e nello stesso anno pubblicò, a Lucca, Per le nozze di Alberto di Sassonia e Maria Cristina d'Austria. Due anni dopo anche Maria Carolina, sorella del granduca di Toscana, assistette ad alcune sue improvvisazioni.
Nel 1771 si stabilì a Roma dove entrò a far parte dell'Accademia romana dell'Arcadia con lo pseudonimo di Corilla Olimpica. Durante il soggiorno romano la sua popolarità crebbe al punto di essere ritratta da alcuni noti pittori, tra cui Venceslao Werlein e Pietro Labruzzi, in un quadro destinato alla sede arcade,  così come da scultori del calibro dell'irlandese Christopher Hewetson (1739-185), che ne realizzò un busto marmoreo nel 1776.
Il 16 febbraio 1775, in Arcadia fu indetta un'adunanza per promuovere la sua incoronazione in Campidoglio, a Roma, dietro le insistenze del suo mecenate (e amante) don Luigi Gonzaga, principe di Castiglione. Ma, nonostante le pressioni presso l'abate Pizzi, direttore della prestigiosa Accademia romana, e presso Papa Pio VI, il Gonzaga non riuscì nell'intento, che invece si concretizzò grazie ad un altro più influente amante della Morellie: così, il 31 agosto 1778, ottenne dal papa l'assenso all'incoronazione di Poetessa laureata e al conferimento del titolo di Nobile Romana, un onore che, in precedenza, era toccato solo al Petrarca e al poeta improvvisatore Bernardino Perfetti.

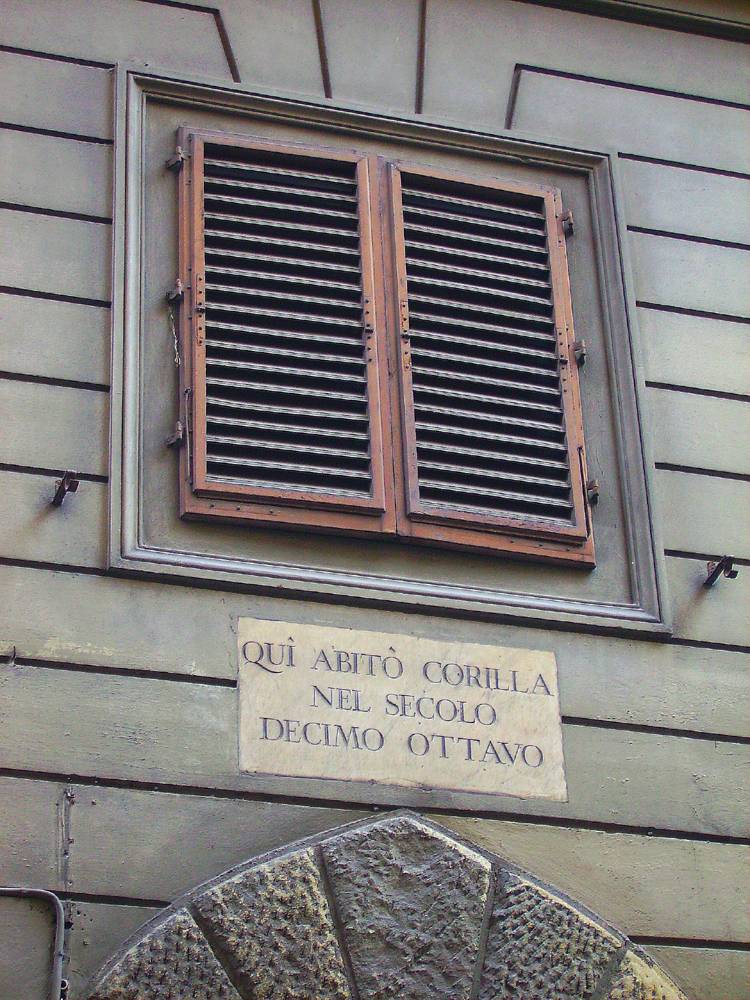
La casa fiorentina della Morelli

«Leopoldo protesse, ed amò pure una Maddalena Morelli, meschina poetessa, conosciuta col nome di Corilla Olimpica, che volle onorata alla sua corte e fece coronare in Campidoglio a guisa dell'antica Corilla, e perché delegò ad un monsignor Maffei, vescovo di Monte Pulciano, a lui caro, ed a Pio VI, l'incarico di promuovere ad ogni costo quella ridicola incoronazione, i romani che accolsero fra le risa e le fischiate la poetessa, fecero affiggere la seguente satira contro l'infatuato Corillista: "Ordina e vuole Monsignor Maffei / Che se passa Corilla coll'alloro / Nessun le tiri bucce o pomidoro / Sotto la pena di bajocchi sei"».
Per il ludibrio di cui divenne oggetto dopo i fatti del Campidoglio fu costretta ad abbandonare Roma e a tornare nella sua terra natale. Regalò la corona d'alloro alla basilica della Madonna dell'Umiltà di Pistoia (dove è tuttora conservata) e nel 1780 si trasferì, definitivamente, a Firenze in via della Forca (oggi via Ferdinando Zannetti n. 2) e per tutto il resto della sua vita tenne sempre salotto in questa sua nuova casa.
Nel 1780 pubblicò a Roma il sonetto In morte di A. Raffaele Mengs, oltre a quello di genere nuptialia, L'Ara d'Amore, per le nozze del principe Carlo Emanuele IV di Savoia e Maria Clotilde di Borbone-Francia.
Una sua grande estimatrice fu Madame de Staël, che si ispirerà a lei per la sua Corinne. Scambiò versi con il poeta della nazione ebraica fiorentina Salomone. Nell'anniversario della sua scomparsa la città pose una lapide commemorativa sulla porta della sua casa fiorentina.

## Intitolazioni
La città di Pistoia le ha dedicato una strada.